# Ямок (Костромская область)
Ямок — деревня в Сусанинском районе Костромской области. Входит в состав Андреевского сельского поселения.

## География
Находится в западной части Костромской области на расстоянии приблизительно 17 км на запад-северо-запад по прямой от районного центра поселка Сусанино.

## История
В 1872 году здесь было учтено 12 дворов, в 1907 году здесь отмечено было 17 дворов.

## Население
Постоянное население составляло 47 человек (1872 год), 65 (1897), 103 (1907), 9 в 2002 году (русские 89 %), 3 в 2022.